# Clarke University
La Clarke University è un'università privata di indirizzo cattolico con sede a Dubuque, nello stato americano dell'Iowa.
Fu fondata nel 1843 dalle Suore della carità della Beata Vergine Maria come Saint Mary's Academy e nel 1901 ricevette dallo stato dell'Iowa l'autorità di conferire titoli accademici. Prese il nome di Clarke College nel 1928 in onore di Mary Frances Clarke, fondatrice delle Suore della carità.